# Myoporum salsoloides
Myoporum salsoloides är en flenörtsväxtart som beskrevs av Porphir Kiril Nicolai Stepanowitsch Turczaninow. Myoporum salsoloides ingår i släktet Myoporum och familjen flenörtsväxter. Inga underarter finns listade i Catalogue of Life.